# Bernay-Saint-Martin
Bernay-Saint-Martin is een gemeente in het Franse departement Charente-Maritime (regio Nouvelle-Aquitaine) en telt 647 inwoners (1999). De plaats maakt deel uit van het arrondissement Saint-Jean-d'Angély.

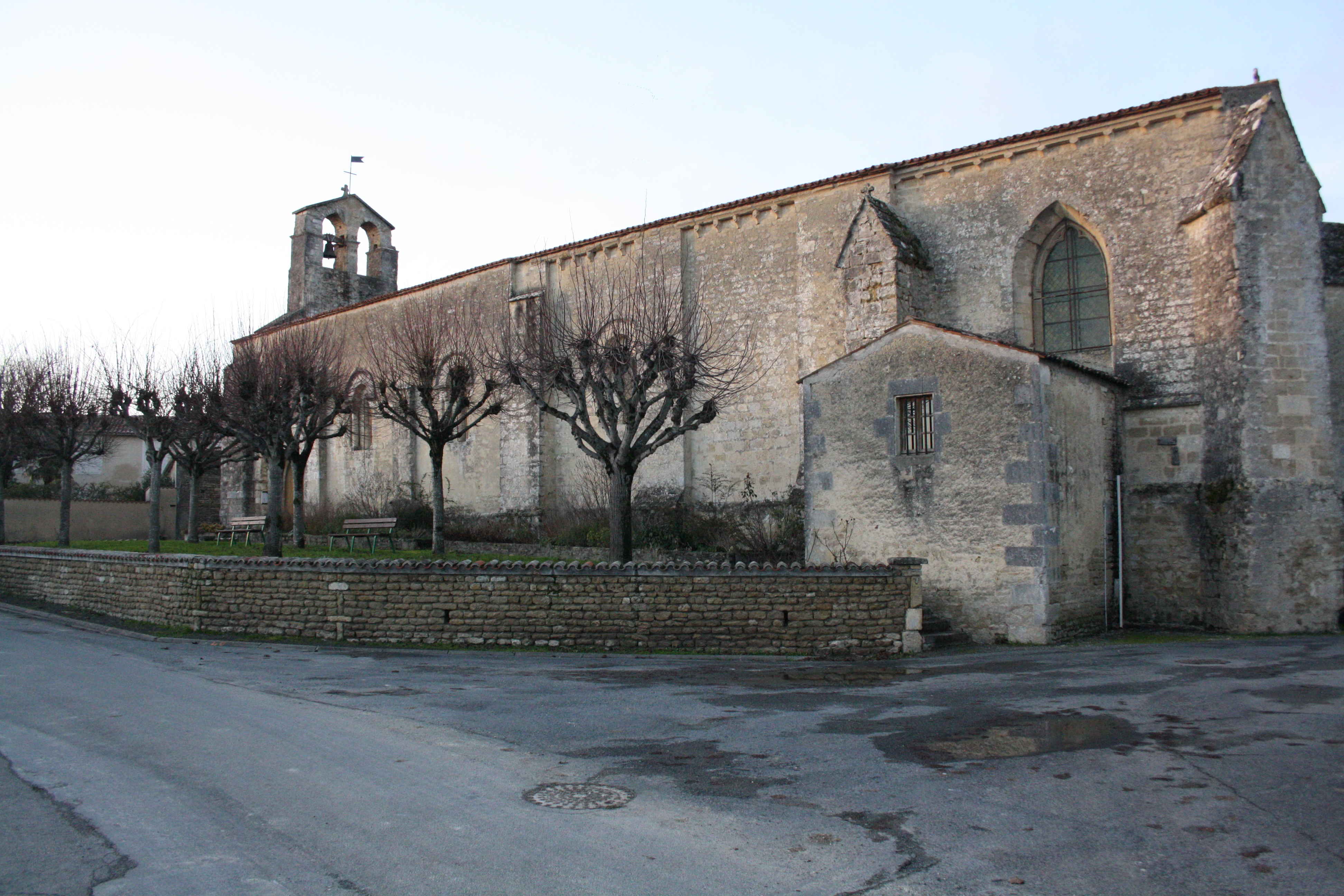
Kerk in Bernay-Saint-Martin
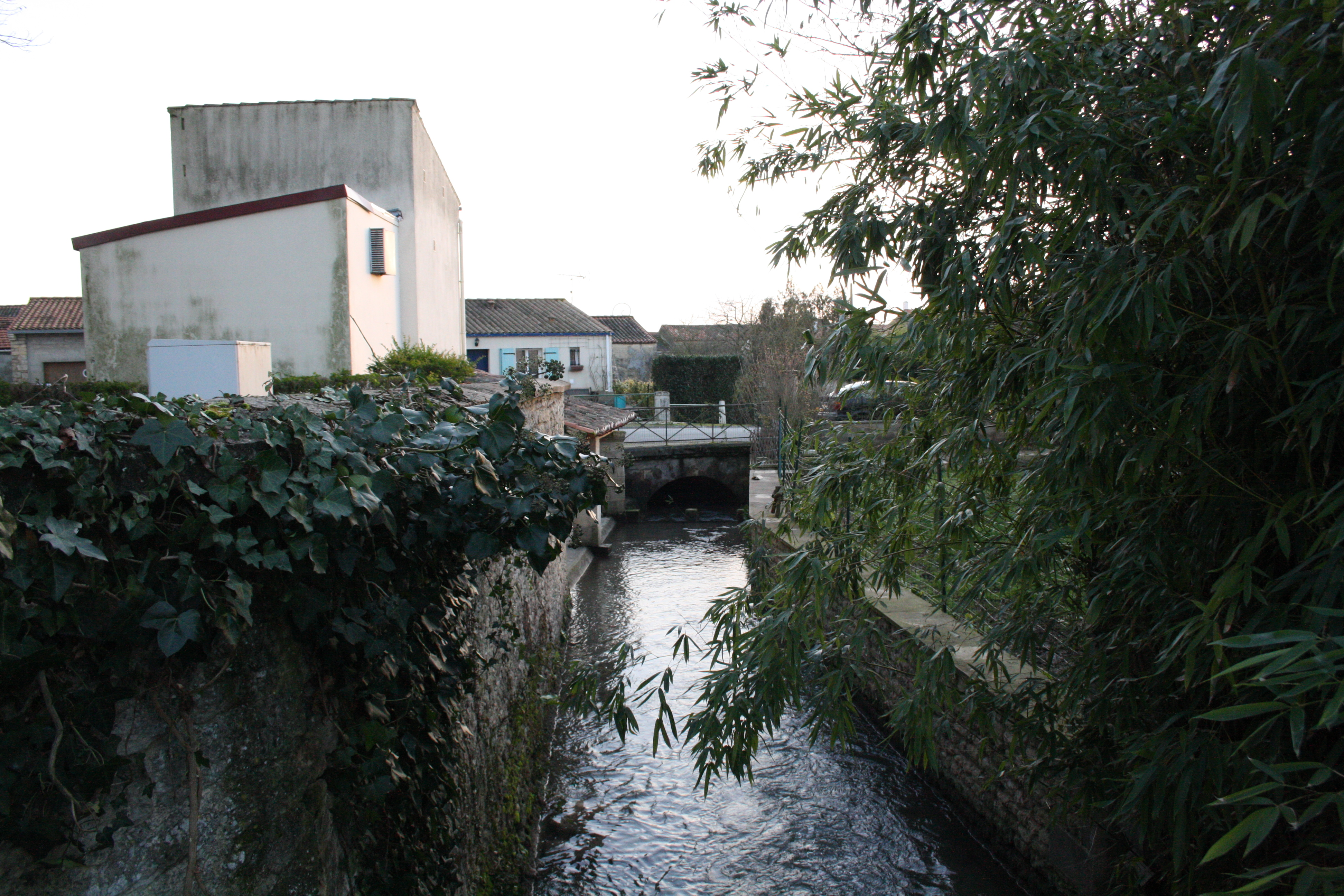
De Sureau bij Bernay-Saint-Martin

## Geografie
De oppervlakte van Bernay-Saint-Martin bedraagt 25,3 km², de bevolkingsdichtheid is 25,6 inwoners per km².
De onderstaande kaart toont de ligging van Bernay-Saint-Martin met de belangrijkste infrastructuur en aangrenzende gemeenten.

## Demografie
Onderstaande figuur toont het verloop van het inwonertal (bron: INSEE-tellingen).

1. ↑  Populations de référence 2022.